# František Xaver Partsch

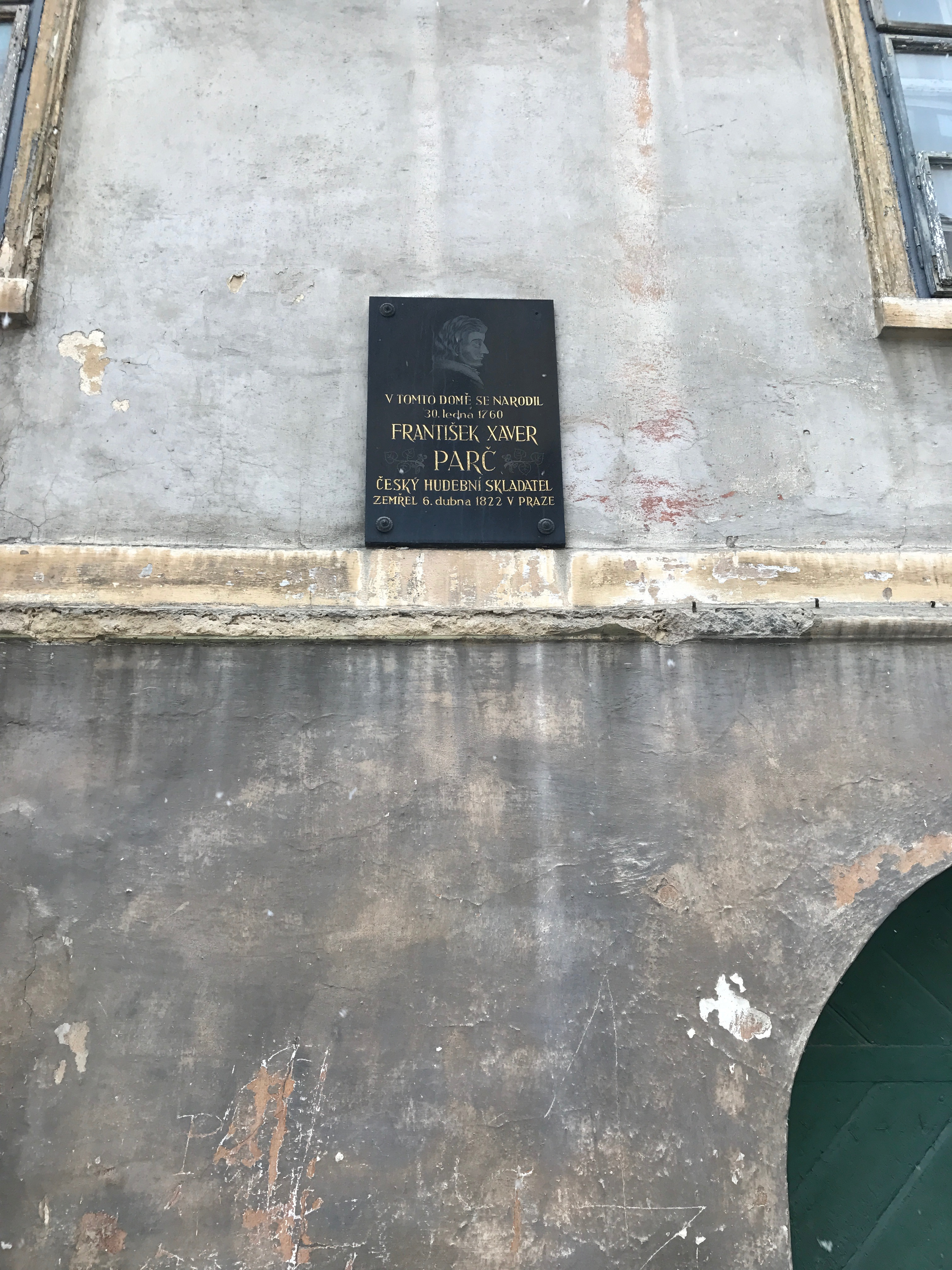
Pamětní deska Františka Xavera Parče na rodném domě v Duchcově

František Xaver Partsch, také Parč nebo Bartsch (30. ledna 1760 Duchcov – 6. dubna 1822 Praha) byl český hudební skladatel.

## Život
Pocházel z kantorské a muzikantské rodiny. Otec byl v Duchcově učitelem, varhaníkem a ředitelem kůru. Zastával řadu let i úřad školního rektora. František byl již v dětství vynikajícím zpěvákem a klavíristou. Talentu si povšiml hrabě Emanuel Filibert z Valdštejna a doporučil jej ke studiu na jezuitském gymnáziu v Jihlavě. Ve studiích pokračoval v Praze. Studoval filosofii a práva, ale vynikl spíše jako zpěvák, hudebník a skladatel. Od roku 1790 byl učitelem hudby u hraběte Auersperga.
Stal se členem české vlastenecké společnosti. Byl úspěšný i jako skladatel. V sezóně 1793–1794 byla na repertoáru Nosticova divadla jeho opera „Viktor a Heloise či Soud čarodějnic“. Roku 1795 se oženil s vlastenkou Annou Košťálovou a od téhož roku řídil operu ve Špenglerově Malostranském divadle. Od roku 1795 se po Václavu Praupnerovi stal ředitelem kůru v kostele Matky Boží před Týnem.

## Dílo
Jeho skladby jsou na přechodu od klasicismu k romantismu a zejména jeho vokální tvorba má již značně romantický charakter. I chrámové skladby se vyznačují lidovou melodikou a tanečními prvky.
Kromě čtyř velkých mší zkomponoval řadu offertorií, kantát, gradualií a latinských motet. V pražské společnosti slavil úspěchy svými písněmi a čtverozpěvy. Úspěšné byly i klavírní variace na kozáckou píseň nebo hudební vyjádření bitvy u Lovosic. Kromě opery Victor und Heloise, oder Das Hexengericht zkomponoval ještě singspiel Die Feldflasche, ze kterého se však dochoval pouze jeden zpěv s průvodem klavíru. Tiskem vydal vlastní školu hry na klavír.